# Władysław Kramarz
Władysław Kramarz (ur. 18 grudnia 1913 w Obażejowicach, zm. wiosną 1940 w Katyniu) – podporucznik pilot Wojska Polskiego, kawaler Krzyża Walecznych, ofiara zbrodni katyńskiej.

## Życiorys
Urodził się w rodzinie syn Jana i Magdaleny z Kurbielów.
Absolwent Szkoły Podchorążych Lotnictwa (10 promocja) – Grupa Taktyczna w Dęblinie (1937). 15 października 1937 mianowany podporucznikiem pilotem, otrzymał przydział do 211 eskadry bombowej „Łosi” 1 pułku lotniczego.

W kampanii wrześniowej latał w składzie macierzystej jednostki. 17 września 1939 wystartował z ppor. pil. Wiktorem Pełką na samolocie RWD-8 z lotniska Gwoździec Stary koło Horodenki, z zadaniem wyszukania nowego lądowiska dla eskadry w rejonie Buczacza. Z lotu tego nie powrócił. Zestrzelony przez oddziały radzieckie został wzięty do niewoli. Według stanu na kwiecień 1940 był jeńcem obozu w Kozielsku. Między 3 a 5 kwietnia 1940 przekazany do dyspozycji naczelnika smoleńskiego obwodu NKWD – lista wywózkowa bez numeru z dnia 2.04.1940. Został zamordowany między 04 a 07 kwietnia 1940 przez NKWD w lesie katyńskim. Nie został zidentyfikowany podczas ekshumacji prowadzonej przez Niemców w 1943. Krewni do 1945 poszukiwali informacji przez Biuro Informacji i Badań Polskiego Czerwonego Krzyża w Warszawie.
5 października 2007 minister obrony narodowej Aleksander Szczygło mianował go pośmiertnie na stopień porucznika. Awans został ogłoszony 10 listopada 2007 w Warszawie, w trakcie uroczystości „Katyń Pamiętamy – Uczcijmy Pamięć Bohaterów”.

## Ordery i odznaczenia
- Krzyż Walecznych
- Krzyż Kampanii Wrześniowej – pośmiertnie 1 stycznia 1986[13]